# Hulared
Hulared is een plaats in de gemeente Tranemo in het landschap Västergötland en de provincie Västra Götalands län in Zweden. De plaats heeft 59 inwoners (2005) en een oppervlakte van 9 hectare.